# Newcastle upon Tyne
Newcastle upon Tyne (uobičajeno se naziva skraćeno samo Newcastle) je grad u metropolitanskoj grofoviji Tyne and Wear, u sjeveroistočnoj regiji Engleske. Grad je smješten na obalama rijeke Tyne, bio je dio povijesne i ceremonijalne grofovije Northumberland.
Grad nosi ime po normanskom dvorcu kojeg je 1080. podigao Robert II. Normanski, najstariji sin Vilima I. Osvajača. Newcastle se razvio iz rimske naseobine, u srednjem vijeku postao je centar trgovine vunom, a kasnije je postao sjedište rudnika ugljena. Luka se počela razvijati od XVI. st., uz nju se se razvila i brojna brodogradilišta uzduž riječne obale. Newcastle se razvio i u značajan kulturni i edukacijski centar u kojem, između ostaloga, djeluju dva univerziteta. Grad je 20. po veličini u Engleskoj i najveća je urbana aglomeracija u porječju Tyna, te šesta u Ujedinjenom Kraljevstvu.
Žitelji Newcastle i njegove okolice zovu se  Geordies. 

## Povijest
Prvobitno rimsko naselje Pons Aelius, podignuto je u II st. Rimljani su sagradili tvrđavu pokraj mosta preko rijeke Tyne u blizini Hadrijanovog zida (zida koji je štitio rimsku provinciju Britaniju od napada barbara sa sjevera). Nakon pada Rimskog Carstva je Newcastle postao dio Anglosaksonskog kraljevstva Northumbria i tada se zvao Monkchester. Grad je razoren u sukobu s Dancima. 1080. ga je Robert Curthose, sin Vilima Osvajača obnovio. Grad se od tada naziva Novum Castellum ili New Castle. Bio je na značajnom strateškom položaju i najsjevernija engleska tvrđava u blizini granice sa Škotskom. U 13. st. je grad utvrđen zidinama. Škoti su ga tijekom 14. st. tri puta neuspješno napadali.
Godine 1530. je grad dobio monopol na trgovinu ugljenom i njegov prijevoz po rijeci Tyne. To je dalo jak poticaj gospodarskom razvoju grada. Godine 1636. je od kuge umrla trećina stanovnika. Tijekom Engleskog građanskog rata je grad stao na stranu kralja.
U 18. st. je Newcastle bio četvrto središte tiskarstva u Engleskoj (nakon Londona, Oxforda i Cambridgea i razvio je značajnu kulturnu i znanstvenu djelatnost. 1793. je osnovano Literarno i filozofsko društvo. Tada je postao poznat i po proizvodnji stakla. Tijekom industrijske revolucije u 19. st. se grad razvio u značajno industrijsko središte. Godine 1927. u Newcastleu identificiran je ptičja bolest koja se prenosi na ljude, newcastleska bolest., a kod koje su zabilježeni antitumorski učinci. Grad ima tradiciju rudarstva ugljena iz srednjeg vijeka, a na bazi ugljena se razvija različita industrija (brodogradnja, metalurgija). Grad je pretrpio bombardiranje u 2. svj. ratu. Prvo sveučilište je osnovano 1963. Godine 1978. sagrađen je metro.

## Zemljopis
Newcastle se nalazi na sjeveroistoku Engleske nedaleko od ušća rijeke Tyne. Nalazi se u prostoru Engleske bogatom rudama ugljena, te je grad poznat po rudarstvu još od srednjeg vijeka. Prostor Engleske bogat rudama se obično naziva "Crna Engleska". Reljef oko grada je nizinski. Newcastle je s obližnjim gradom Gatesheadom koji se nalazi nasuprot rijeke povezan u konurbaciju (sistem povezanih gradova).
Klima je umjerena oceanska. Temperature su nešto više zbog utjecaja Golfske struje. Grad ima relativno malo padalina jer se nalazi u kišnoj sjeni obližnjeg Peninskog gorja. Zbog toga je jedan od najsušnijih gradova u Ujedinjenom Kraljevstvu.

## Znamenitosti
Značajni su ostaci gradskih zidina iz 13. st. i katedrala sv. Nikole iz 14. st. Postoji 7 mostova preko rijeke od kojih su najpoznatiji moderni Tyne Bridge i Gateshead Millennium Bridge sagrađen 2000.godine. Grad ima neoklasicistički centar grada koji su u 19. st. sagradili Richard Grainger i John Dobson. Povijesno središte naziva se Grainger Town i ima mnogo neoklasicističkih građevina koje podsjećaju na antički uzor. Grad ima mnogo parkova od kojih su najznačajniji Leazes Park i St James' Park (u njemu je poznati nogometni stadion). Uz rijeku je uređena šetnica Quayside. Grad ima mnogo galerija, kazališta i koncertnih dvorana.

## Poznati stanovnici
- Alan Shearer, nogometaš
- Cheryl Cole, pjevačica
- Mark Knopfler, kantautor i frontman nekadašnjeg sastava Dire Straits

## Gradovi prijatelji
- Atlanta, SAD
- Bergen, Norveška
- Gelsenkirchen, Njemačka
- Groningen, Nizozemska
- Haifa, Izrael
- Nancy, Francuska
- Malmö, Švedska
- Newcastle, New South Wales,  Australija
- Newcastle, Južnoafrička Republika, Južnoafrička Republika
- Tayuan, Narodna Republika Kina

Newcastle ima i poseban ugovor o prijateljstvu s gradom Little Rock, Arkansas, SAD.

## Vanjske poveznice
- Posjetite Newcastle - Gateshead Informacije o društvenim i kulturnim događanjima u Newcastle - Gatesheadu
- Portal grada Newcastle upon Tyne  Arhivirana inačica izvorne stranice od 8. veljače 2011. (Wayback Machine) (Gradsko poglavarstvo Newcastla)
- članak Wikitravela o Newcastlu
- BBC Tyne BBC Mjesni portal